# Luleå HF
Luleå HF je švedski hokejski klub iz Luleåja, ki je bil ustanovljen leta 1970. Z enim naslovom švedskega državnega prvaka je eden uspešnejših švedskih klubov.

## Lovorike
- Švedska liga: 1 (1995/96)

## Upokojene številke
- 3 - Stefan Nilsson
- 12 - Johan Strömwall, 1984-1998
- 22 - Hans Norberg, 1979-1983, 1985-1989